# Chiesa di Santa Maria Assunta (Capriasca)
La chiesa monastica di Santa Maria Assunta è un edificio religioso che si trova sopra la frazione di Bigorio, nel comune di Capriasca, in Canton Ticino.

## Storia
Citata nel XII secolo, viene consacrata nel 1577 dopo una radicale trasformazione.

## Descrizione
La chiesa ha una pianta ad unica navata suddivisa in tre campate, sovrastata da una volta a botte lunettata. Il coro ha invece una copertura a vela realizzata nel 1769.